# Lepidochelys olivacea
Lepidochelys olivacea је гмизавац из реда корњача. Сматра се најмањом живућом морском корњачом на свету.

## Угроженост
Ова врста се сматра рањивом у погледу угрожености врсте од изумирања.

## Распрострањење
Ареал врсте Lepidochelys olivacea обухвата све светске океане.
Врста има станиште у Анголи, Антигви и Барбуди, Аустралији, Бангладешу, Бенину, Бразилу, Брунеју, Венецуели, Габону, Гани, Гваделупу, Гвајани, Гватемали, Гвинеји Бисао, Доминиканској Републици, Доминици, Екваторијалној Гвинеји, Еритреји, Зеленортским острвима, Индији, Индонезији, Ирану, Јамајци, Јапану, Јемену, Јужноафричкој Републици, Камбоџи, Камеруну, Кенији, Кини, Колумбији, Куби, Либерији, Мадагаскару, Малдивима, Малезији, Мароку, Мартинику, Мауританији, Мексику, Намибији, Нигерији, Нигеру, Никарагви, Обали Слоноваче, Оману, Пакистану, Панами, Папуи Новој Гвинеји, Перуу, Порторику, Салвадору, Сенегалу, Сијера Леонеу, Сједињеним Америчким Државама, Сомалији, Судану, Суринаму, Тајланду, Танзанији, Тогу, Тринидаду и Тобагу, Уругвају, Филипинима, Француској Гвајани, Хондурасу, Чилеу и Шри Ланци.

## Станиште
Станиште врсте су морски екосистеми. 
Врста је присутна на подручју Атлантика, Пацифика, и Индијског океана.

## Начин живота
Врста Lepidochelys olivacea прави гнезда.